# Milan Osterc
Milan Osterc (* 4. Juli 1975 in Murska Sobota) ist ein ehemaliger slowenischer Fußballspieler.

## Karriere

### Verein
Osterc begann seine Karriere bei NK Beltinci. Über HIT Gorica und Hércules Alicante kam er 1999 zu Olimpija Ljubljana. Nach einem sehr erfolgreichen Jahr bei Olimpija ging es zu Hapoel Tel Aviv in Israel. Im Februar 2003 wechselte Osterc zu AC Le Havre nach Frankreich. Nach einem halben Jahr bei den Franzosen versuchte er sich in der Türkei bei Bursaspor und Malatyaspor. Anfang der Saison 2005/06 spielte Osterc noch bei AEK Larnaka auf Zypern. Im Januar 2006 versuchte der Stürmer bei LASK Linz seine Tore zu erzielen. Seit 2007 spielt Milan Osterc wieder bei ND Nova Gorica.

### Nationalmannschaft
Osterc spielte 44-mal im slowenischen Nationalteam und erzielte dabei acht Tore. Er nahm an der Fußball-Europameisterschaft 2000 und der Fußball-Weltmeisterschaft 2002 und war jeweils Stammspieler.